# Louis-Florentin Calmeil
Louis-Florentin Calmeil, né le 9 août 1798 (20 thermidor an VI de la République) à Yversay et mort le 11 mars 1895 à Fontenay-sous-Bois, est un psychiatre français et un historien de la psychiatrie.

## Biographie
Il effectue des études de médecine à Paris, avec un passage dans le service de Guillaume Dupuytren à l’Hôtel Dieu, puis dans celui de Léon Rostan à la Salpêtrière. Il y prépare une thèse sur l’épilepsie et devient interne dans le service de Philippe Pinel. Dans ces années 1820, il côtoie à la Salpêtrière  Jean-Étienne Esquirol, avec qui il collabore, mais aussi  Guillaume Marie André Ferrus, et Etienne-Jean Georget.
En 1823, il obtient sa nomination à la maison royale de Charenton comme interne en chirurgie. Il va rester dans cet établissement de Charenton un demi-siècle. En janvier 1824, il prend la place d’interne en médecine dans le service d’Antoine-Athanase Royer-Collard. Cette même année 1824, il soutient sa thèse sous la houlette de Royer-Collard : De l’épilepsie étudiée sous le rapport de son siège et de son influence sur la production de l’aliénation mentale,.
En 1825, Royer-Collard meurt et est remplacé par Jean-Étienne Dominique Esquirol à l’asile de Charenton. En 1840, c’est au tour d’Esquirol de décéder. Ses responsabilités de direction de l'asile sont confiées à Achille-Louis Foville, un médecin du Roi, alors que la fonction semblait promise à Calmeil. L’affaire fait grand bruit dans le milieu médical. Achille Louis Foville doit cependant quitter le poste après la révolution de 1848, ayant perdu l'appui royal. La transition s'opère en deux temps, à la suite de ce départ. Théophile Archambault devient responsable du service des hommes quelques mois et Calmeil de celui des femmes, avant que le poste de  médecin-chef de la maison de Charenton ne revienne définitivement à Louis-Florentin Calmeil en 1852 .

## Ses apports
Un premier ouvrage important de Calmeil est un traité de 1826 qui examine les cas de  paralysie générale liés à des maladies neurologiques, et tente  séparer neurologie et psychiatrie. Les troubles de paralysie générale avaient été décrits quelques années plus tôt par Antoine Laurent Bayle, qui avait suivi lui aussi les mêmes enseignements de Royer-Collard, mais arrivait à des conclusions différentes de Calmeil et d'Esquirol.
Le concept d’«absence épileptique » est également attribué à Louis-Florentin Calmeil pour la brève perte de conscience ou confusion observée chez les personnes souffrant d'épilepsie, à la suite de ces travaux sur cette maladie.
Mais une partie significative de sa notoriété est dû à son ouvrage de 1845 intitulé De la folie, considérée sous le point de vue pathologique, philosophique, historique et judiciaire. Un ouvrage bien accueilli par les spécialistes, à l’époque. C'est une des premières publications consacrées à l'histoire de la psychiatrie. Il y traite, avec une approche rationnelle, influencée par le positivisme alors en vogue, de sujets tels que la démonologie, la  lycanthropie, l'obsession religieuse et d’autres processus de pensées anormales. Le livre couvre les questions psychiatriques du XVe au XIXe siècle.
Dans la pratique, il se montre également un partisan de l'hydrothérapie : « Les bains d'affusion rapidement administrés impriment rapidement une autre direction à leur conception, et en répétant souvent l'application d'un liquide froid, on peut espérer faire rentrer ces malades dans les habitudes de la vie active ». Et il joue un rôle déterminant dans l'enfermement arbitraire d'une jeune femme, Hersilie Rouy, qui luttera dès lors contre les placements d'office en asile. Il se montre, en cette affaire, peu respectueux du respect des droits des personnes, exigence pourtant mise en exergue par un de ses prestigieux prédécesseurs comme médecin-chef à Charenton, Esquirol.

## Principales publications
- De la Paralysie considérée chez les Aliénés. Paris.1826.
- Traité d'anatomie et de physiologie du système nerveux, 1840.
- De la folie, considérée sous le point de vue pathologique, philosophique, historique et judiciaire. Paris. 1845, lire en ligne.
- Traité des maladies inflammatoires du Cerveau. Paris. 1859.

### Webographie
- Notices d'autorité :   - VIAF
  - ISNI
  - BnF (données)
  - IdRef
  - LCCN
  - GND
  - Pays-Bas
  - Israël
  - NUKAT
  - Tchéquie
  - Grèce
  - WorldCat
- « (Juste) Louis-Florentin Calmeil », sur psychiatrie.histoire.free.fr.
- « Calmeil Louis-Florentin (1798-1895). Par Michel Collée. », sur www.histoiredelafolie.fr.
- « Registre d’état-civil de la commune d’Yversay (prendre la page 35/101, acte n°13) », sur Archives départementales de la Vienne.